# Francesc Labarta i Planas
Francesc Labarta i Planas (Barcelona, 26 d'agost de 1883 - Barcelona, 3 de novembre de 1963) va ésser un pintor i dibuixant.

## Biografia
Francesc Labarta va néixer al carrer Casp de Barcelona, fill del dibuixant Lluís Labarta i Grañé i de Beatriu Planas i Trulls, (*-1932) ambdós naturals de Barcelona. Per part de mare fou net de l'aquarel·lista i litògraf Eusebi Planas. S'inicià en les arts de la mà del seu pare.
A l'Escola de la Llotja, on tindria com a mestre, entre d'altres, a Francesc Soler Rovirosa, Josep Pascó, Josep Lluís Pellicer, Hermen Anglada i Camarasa i Arcadi Mas i Fontdevila, guanyà tres beques de viatge per anar a perfeccionar els seus estudis a l'estranger.
Un cop a Barcelona, fundà, juntament amb Ricard Canals, Xavier Nogués, Joan Colom i Iu Pascual, l'agrupació Les Arts i els Artistes.
Entre 1907 i 1911, va estar col·laborar amb Domènech i Montaner en la decoració de l'Hospital de Sant Pau, on va dibuixar els panells amb la història de la institució que Mario Maragliano va convertir en mosaics i que decoren tot l'exterior del pavelló d'administració de l'hospital.
Com a dibuixant, col·laborà a nombrosos setmanaris satírics catalans com Papitu -on signava amb el pseudònim de "Lata"-, L'Esquella de la Torratxa i La Cuca Fera, amb il·lustracions sofisticades que pretenien reflectir la vida moderna.
Com a pintor, conreà assíduament el paisatge. També es dedicà al dibuix artístic industrial (projectant mosaics, vitralls i catifes) i a la pintura mural de palaus i esglésies.
Pedagog per vocació, a més d'ocupar la plaça de professora de dibuix artístic de l'Escola d'Arts i Oficis i Belles Arts de Barcelona entre 1911 i 1922, va fundar la seua pròpia acadèmia. L'any 1944 va ser nomenat catedràtic numerari de dibuix decoratiu de l'Escola Superior de Belles Arts de Sant Jordi, a Barcelona, i el 1949 professor de pintura decorativa a l'Escola d'Arts i Oficis Artístics també de Barcelona.
Actualment a Catalunya es poden trobar obres d'aquest artista al Museu Nacional d'Art de Catalunya, al Museu Abelló o a la Biblioteca Museu Víctor Balaguer.
Va morir a l'Hospital de Sant Pau que ell havia decorat.